# 京都地域
京都地域（みやこちいき）は、福岡県北九州地方の京築地域のうち、行橋市と京都郡を指す地域である。行橋・京都地域（ゆくはし・みやこちいき）とも言う。
中心都市は行橋市で行橋警察署、京都医師会など多くの機関がこの地域を管轄しており、1市2町や豊築地域と合同で行っている事業もある。また、一般企業においても京都地域を管轄する支所・支店を設置している場合もある。地理的に北九州市と隣接しており、文化的にも同市との関係が深いほか、筑豊地方の旧豊前国にあたる田川地区とも古くから繋がりがある。

## 構成自治体
- 行橋市
- みやこ町
- 苅田町

## 京都（みやこ）の付く主な企業・団体・学校
- 福岡県立京都高等学校（行橋市）
- 京都医師会（行橋市・京都郡を管轄する医師会）
- 京都看護学校（行橋市）
- JA福岡みやこ（行橋市）
- 京都ホテル（行橋市）